# 워마드
워마드(Womad)는 대한민국의 다양한 사람들이 익명으로 ‘미러링’ 전략에 입각하여 자신들의 의견을 올리는 급진적 여성주의 성향의 웹사이트이며, 공식적으로 여성우월주의 및 남성 혐오 인터넷 커뮤니티를 지향하고 있다. 또한 이 사이트의 이름인 Womad는 Woman(여성)과 Nomad(유목민)을 합성한 말로 알려져 있다.
그리고 워마드가 다음 카페이던 시절의 대표는 '느개비후장'이었다. 이후 워마드가 웹사이트로 변경된 후 초대 워마드의 운영자는 '뒈짓'이었으며, 2대 워마드의 운영자는 '관리자'이다.

## 역사

### 활동
- 강남역 화장실 살인사건 공론화[9]
- 탈코르셋 운동 제창[10]
- 임신중단 전면 합법화를 주장하는 '검은시위' 주도[내용 1][11]
- 클로저스 성우 교체 논란 및 레진코믹스 탈퇴 사태에 항의하는 넥슨 보이콧 시위 주도[12]
- 남BJ시청남 여혐살인사건(일명 왁싱샵 살인 사건) 공론화 및 시위 주도[13]
- 생리대 가격인하 시위 주도[14]
- 제천 화재 참사 공론화 시위 주도[15]
- 아웃백 부당 해고 공론화에 참여[16]
- 사단법인 오픈넷과 함께 '성 평등 사회와 표현의 자유를 위한 워마드 운영자 소송지원' 캠페인 목표 달성[17][18]

## 정치적 성향
그동안 메갈리아, 워마드 등 급진 페미니즘에 대해서 진보진영과 언론 등에서는 대체로 지지하는 모습을 보였지만, 워마드는 기존 한국 정치의 좌우 개념으로는 온전히 포섭되지 않는 모습을 보인다. 일례로 워마드는 생물학적 여성인 박근혜 전 대통령에 대한 지지와 문재인 대통령에 대한 적개심을 드러내고 있다. 박근혜 대통령 탄핵 소추 이후에는 박근혜 전 대통령이 여성혐오로 인해 마녀사냥식 공격을 받는 측면이 있다면서 박근혜를 지지하는 입장을 보였으며, 박근혜 전 대통령을 햇님이라 부르기도 한다. 또한 문재인 대통령을 합성한 나체사진을 만들기도 하였다.
특히 운영자에 대한 체포영장 발부, 홍대 미대 몰카범 실형 선고, 안희정 전 충남지사에 대한 무죄 선고 등의 사건이 발생한 이후에는 문재인 대통령 탄핵 집회 참석을 독려하기도 했으나, 집회에 참석한 워마드 회원은 소수에 그쳤으며, 집회 주최 측인 국민운동본부 측은 급히 장소를 변경하는 등 워마드와 거리를 두는 모습을 보였다. 워마드에서는 역으로 자신들을 보수 우파로 프레이밍 하는 여당 지지자들에 맞서, 박정희 전 대통령과 이명박 전 대통령에 대한 '사생대회'를 개최하자는 의견이 폭넓은 지지를 받았고, 실제로 다음날 워념글에 수많은 패러디, 풍자물들이 올라왔다.
원내정당 중에서는 더불어민주당과 바른미래당에 대해 적대적이다. 워마드에서는 "하태경 최고위원은 래퍼 산이의 편을 들었고, 이준석 최고위원은 이수역 사건에 숟가락 얹으며 여혐에 기름 붓고 있다"고 주장했다. 이에 대해 이준석 최고위원은 "워마드는 순수하고 의미 있었던 제대로 된 여성 인권 신장 운동에 먹칠하는 존재들이다"라며 "그리고 방조자 역할을 하고 있는 민주당은 각성하라"고 비판했으며, 하태경 최고위원 또한 "워마드를 없애든, 여성가족부를 없애든 둘 중 하나를 결단해야 할 때"라고 발언하였다.

## 평가
여성주의를 상징하는 웹사이트라는 주장이 있다. 이현재는 '워마드와 같은 여초 카페들이 보여준 감정적 결속과 오프라인에서 발휘한 정치력 덕에 여러 여성혐오와 관계된 젠더 관계에 대해 문제를 제기할 수 있었다.'고 평가했고, 손희정 여성문화이론연구소 연구원은 '워마드를 여성주의라고 하면서 워마드와 선을 긋는 것이 과연 올바른 것인가'라고 언급하였다. 또한 여성혐오에 대한 민낯을 드러내기 위해 '미러링'을 사용하고 있으며, '워마드보다 더 나쁜 글들이 더 많이 올라오는 다른 남초 커뮤니티가 잘 운영되는 한 워마드도 문을 닫지 않는다.'고 선언하기도 했다. 신지예, 이민경, 심미섭 등은 경향신문과 가진 대담에서 입을 모아 워마드를 선정적으로 보도하는 언론에 문제를 제기하고, "워마드가 무엇을 하는지가 문제가 아니고, 워마드가 무엇을 무너뜨리는지가 관심"이라고 했다. 한편 메갈리아 때와 마찬가지로, 남성혐오란 말 자체가 성립 불가능하다는 지적도 잇따랐다. 여성계에서는 대체로 워마드에 비판적인 사람이더라도 워마드가 보인 성과에 대해서는 대체로 '빚을 진 기분'이라고 표현할 정도로, 워마드를 둘러싼 맥락을 잘 살필 것을 요구하고 있다. 한국여성정책연구원 소속 김리나 연구원은 “포스트-메갈리아의 한 갈래인 워마드는 기존의 연대 문법에 불편한 질문을 끊임없이 제기하는 무정형의 디지털 공론장에 가깝다. 지금 필요한 건 다양한 입장과 갈등을 인정하고, 그 공론장을 지켜내는 일”이라고 말했다.
사단법인 오픈넷은 워마드 운영자를 대상으로 한 게시물 규제 및 형사처벌 위협이 국제인권기준인 정보매개자책임제한원칙을 위배한다며, 공권력 남용에 반대하는 캠페인을 진행했다. 이에 부산경찰청과 경기남부경찰청은 불송치 처분을 내렸다.

### 비판
그러나 다른 한 편에서는 일베저장소의 반사회적 언행을 따라하다가 합리적 주장은 남지 않고 혐오와 불법만 남았다고 주장한다. 이택광 경희대학교 글로벌커뮤니케이션학부 교수는 '온라인에서 관심을 끌기 위해 혐오만 남고 명분이 사라졌다.'고 주장했다. 배규한 백석대학교 석좌교수는 '남성에 대한 보복심리를 드러내고 있다.'고 주장했으며, 김윤태 고려대학교 교수는 '문제의 근원인 여성혐오를 해결하는게 아니라 약자를 괴롭히고 있을 뿐'이라고 평가절하했다. 이나미심리분석연구원의 이나미 원장은 '여성들이 오래 억눌러온 감정이 극단적인 남성혐오로 표출되었다. 이것이 성숙하게 변환되어 타자를 배려하기까지는 시간이 걸릴 것'이라면서 페미니즘이 극단화, 왜곡되면서 제대로 꽃피우기 전에 소멸되고 외면받게 될 수도 있다고 우려하였다. 역사학자 전우용은 "약자의 강자에 대한 '혐오감'은 정당할 수는 있지만 인류의 상식과 보편윤리에서 벗어나는 '혐오 표현'은 어떤 궤변으로도 정당화할 수 없다"고 비판했다. 작가, 평론가, 사회 운동가 오세라비는 《세계일보》와 가진 인터뷰에서 한국여성재단을 비롯한 일부 여성주의 단체와 지식인들이 급진적 여성주의 커뮤니티 사이트인 메갈리아, 워마드를 '여성주의의 새 물결'로 정의하면서 극단적인 남성 혐오를 정당화한 사실을 지적했고, TBS FM에서 방송된 라디오 프로그램 《김어준의 뉴스공장》에서도 대한민국의 급진적 여성주의가 미국에서 수입된 사실을 지적했다.

## 같이 보기
- 대한민국의 여성주의#2015년 이후
- 여성혐오
- 남성혐오
- 메갈리아
- 여성시대
- 일베저장소
- 젠더폭력

### 내용주
1. ↑  이후 운동을 지속하는 여성단체 비웨이브(BWAVE)가 워마드에서 파생되어 나갔다.
2. ↑  혹은 문재인 지지자